# 佐久平駅
佐久平駅（さくだいらえき）は、長野県佐久市佐久平駅東にある、東日本旅客鉄道（JR東日本）の駅である。
北陸新幹線と在来線の小海線が乗り入れ、両路線の接続駅となっている。

## 歴史
- 1997年（平成9年）10月1日：北陸新幹線・高崎駅 - 長野駅間の開業に伴い[1][2]、小海線・岩村田駅 - 中佐都駅間に新設開業[4]。
- 1999年（平成11年）5月19日：北陸新幹線改札口に自動改札機を設置し、供用を開始[5]。
- 2016年（平成28年）3月26日：北陸新幹線でSuica FREX/FREXパルが利用できるようになる[6]。
- 2020年（令和2年）3月14日：新幹線eチケットサービスを開始[7]。
- 2021年（令和3年）3月13日：タッチでGo!新幹線のサービスを開始[8][9]。

### 駅名の由来
佐久盆地の通称、佐久平に由来するものである。
当駅設置にあたっては、佐久市と小諸市の間で、駅名についての論争が発生し、佐久市側が「佐久駅」を、小諸市側が「小諸佐久駅」または「佐久小諸駅」を、それぞれ主張し譲らなかった。
最終的に当時の長野県知事・吉村午良に調停を依頼し、「佐久平」という名称とすることで1996年（平成8年）11月26日に決着した。「佐久平」は小諸市を含む佐久盆地一帯を指し、かつ県歌『信濃の国』に登場するなど親しまれている名称であったことから、両市ともに受諾した。
その後、佐久市と小諸市は2011年（平成23年）に供用開始された佐久小諸JCTの名称検討の際にも対立している。

## 駅構造
新幹線は当駅前後のトンネルと道路との間の土被りの関係から縦曲線および勾配の基準を考慮して、当駅は地平に設置することが最も合理的と判断されたため、当駅の開業に際して、地上にあった小海線の線路を高架に持ち上げ、地平の新幹線ホームの上に在来線高架ホームを設置している。当初の計画では小海線の駅は設置しない計画であったため、請願駅としてホーム建設費を地元自治体で負担した。

### 駅舎
新幹線ホーム上に橋上駅舎を有する。駅舎には、近くの旧中込学校をモチーフに重厚感ある白壁やステンドグラス風のガラスが使用されているほか、周囲の山並みを表現するとして三角屋根が取りつけられている。出入り口は2か所あり、南口は蓼科口、北口は浅間口と呼ばれる。蓼科口と浅間口との間は自由通路で結ばれている。駅舎の蓼科口側には佐久市の施設「プラザ佐久」が併設され、施設内には、からくり時計、土産品店、レストラン、観光案内所、コミュニティ放送の「エフエム佐久平」などがある。

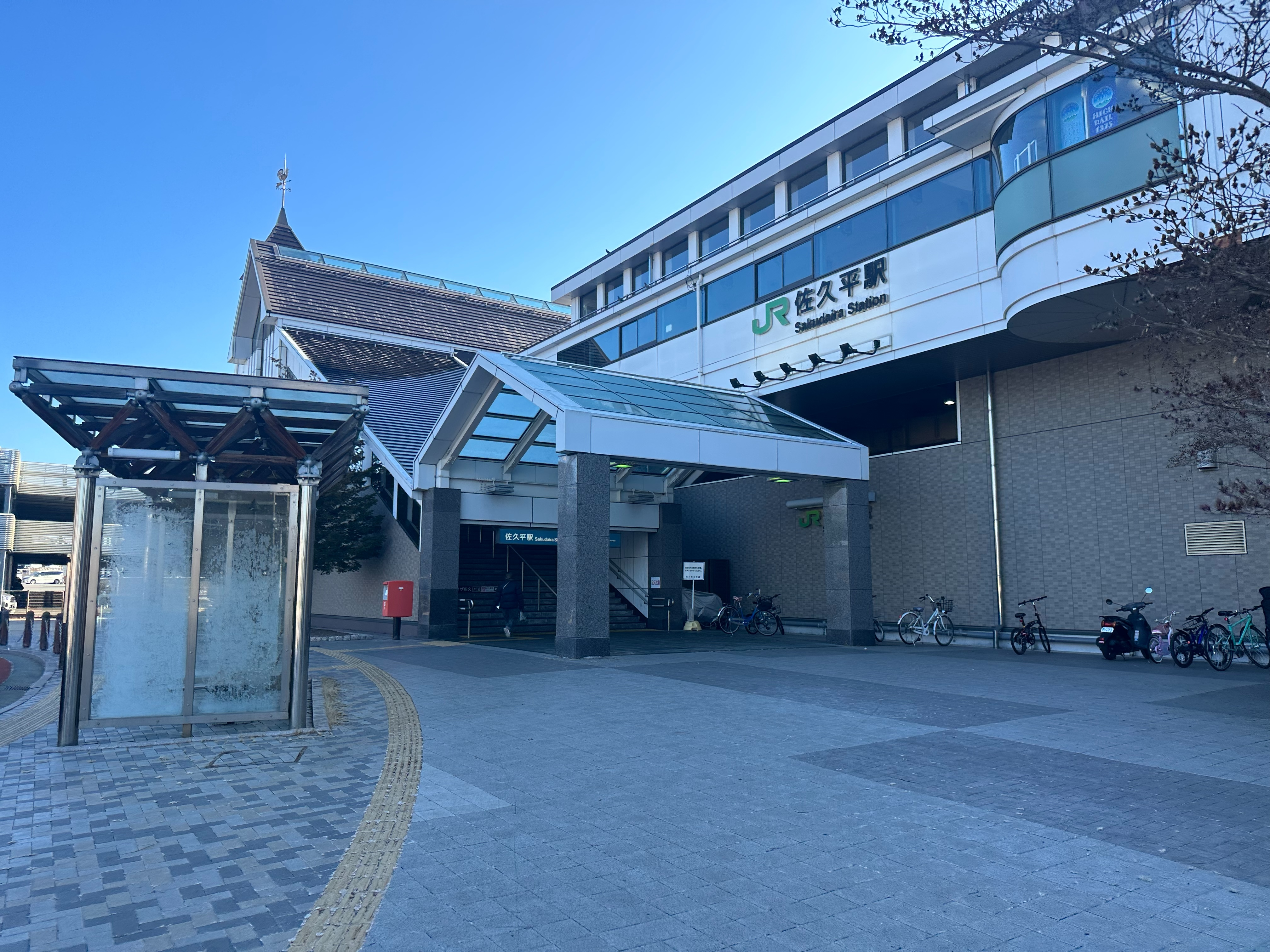
浅間口（2023年12月）

乗車券・新幹線特急券・当駅への入場券などはみどりの窓口、指定席券売機、みどりの窓口横のタッチパネル式自動券売機で購入することができる。小海線や、しなの鉄道乗り継ぎの乗車券は、みどりの窓口のほか、小海線のりば寄りのタッチパネル式自動券売機でも購入することができる。
また、駅前には佐久市出身の漫画家・武論尊の代表作『北斗の拳』のケンシロウなどのキャラクターが描かれたマンホールの蓋が2019年（令和元年）から設置されている。

### 北陸新幹線
相対式ホーム（310 m）2面2線を有する地上駅である。待避線がないため、開業当初から可動式安全柵（ホームドア）が設置されている。この可動式安全柵は設置当初は8両編成分だったが、のちに12両編成分に拡張された。駅の東側（高崎方）には保守用車（確認車）用の留置線（2線）と専用の片渡り線がある。

### 小海線
小諸方面に向かって右側（駅舎側）にある単式ホーム1面1線を有する高架駅である。線路とホームは、北陸新幹線ホームの上田寄りの真上にある。ホームには待合室がないため、ホームと通路はドアで締め切るようになっている。また、新幹線と小海線の改札口は別で、自由通路から長い通路を通ることとなり、新幹線は自動改札機であるのに対し、小海線は改札がなく無人駅扱いである。ただし、日中は列車到着時に駅員（または車掌）が集札をすることが多い。乗換改札口がないため、新幹線と小海線の乗り換えの際は、一旦改札口から出ることになるが、途中下車不可のきっぷであっても特例で改札口から出ることができる。

### のりば
| 番線          | 路線       | 方向 | 行先                       |
| ------------- | ---------- | ---- | -------------------------- |
| 新幹線ホーム  |            |      |                            |
| 1             | 北陸新幹線 | 上り | 高崎・大宮・東京方面       |
| 2             | 北陸新幹線 | 下り | 長野・富山・金沢・敦賀方面 |
| 在来線ホーム  |            |      |                            |
| 小海線 のりば | ■小海線    | 上り | 中込・小海方面             |
| 小海線 のりば | ■小海線    | 下り | 小諸方面                   |

- 小海線が発着するホームは単に「小海線のりば」と表記されているのみで、番線表示はない。

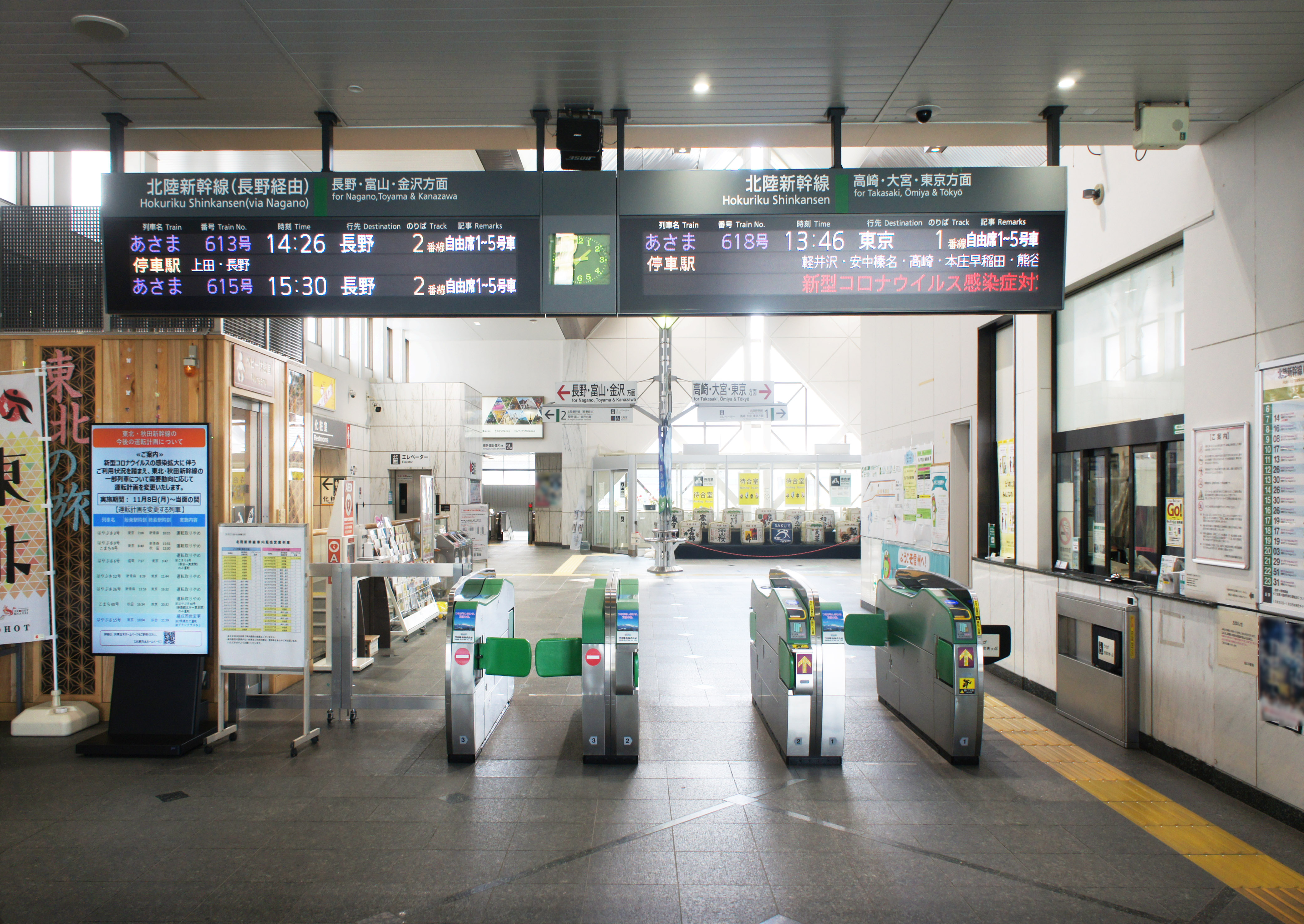
新幹線改札口（2021年10月）
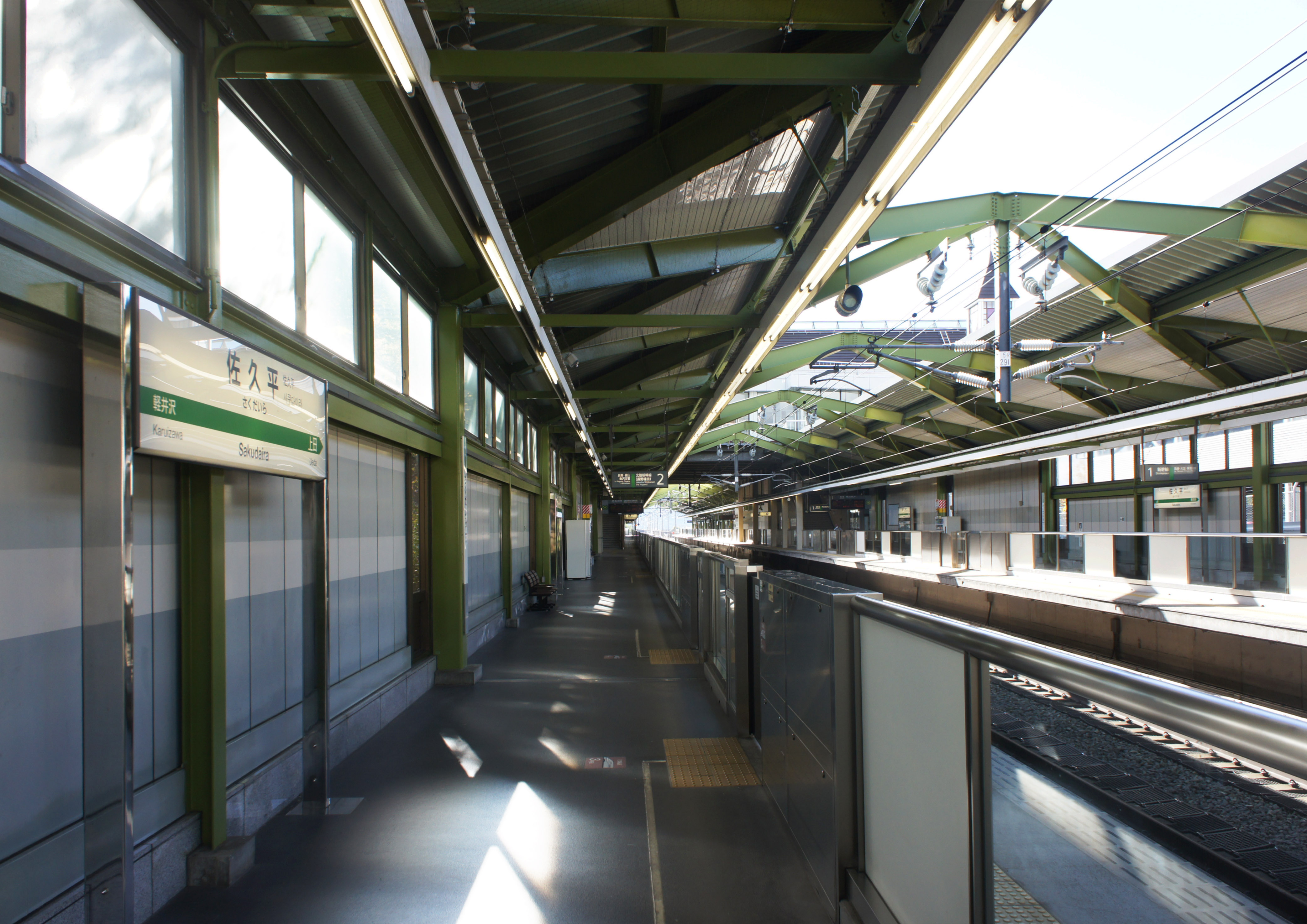
新幹線ホーム（2021年10月）
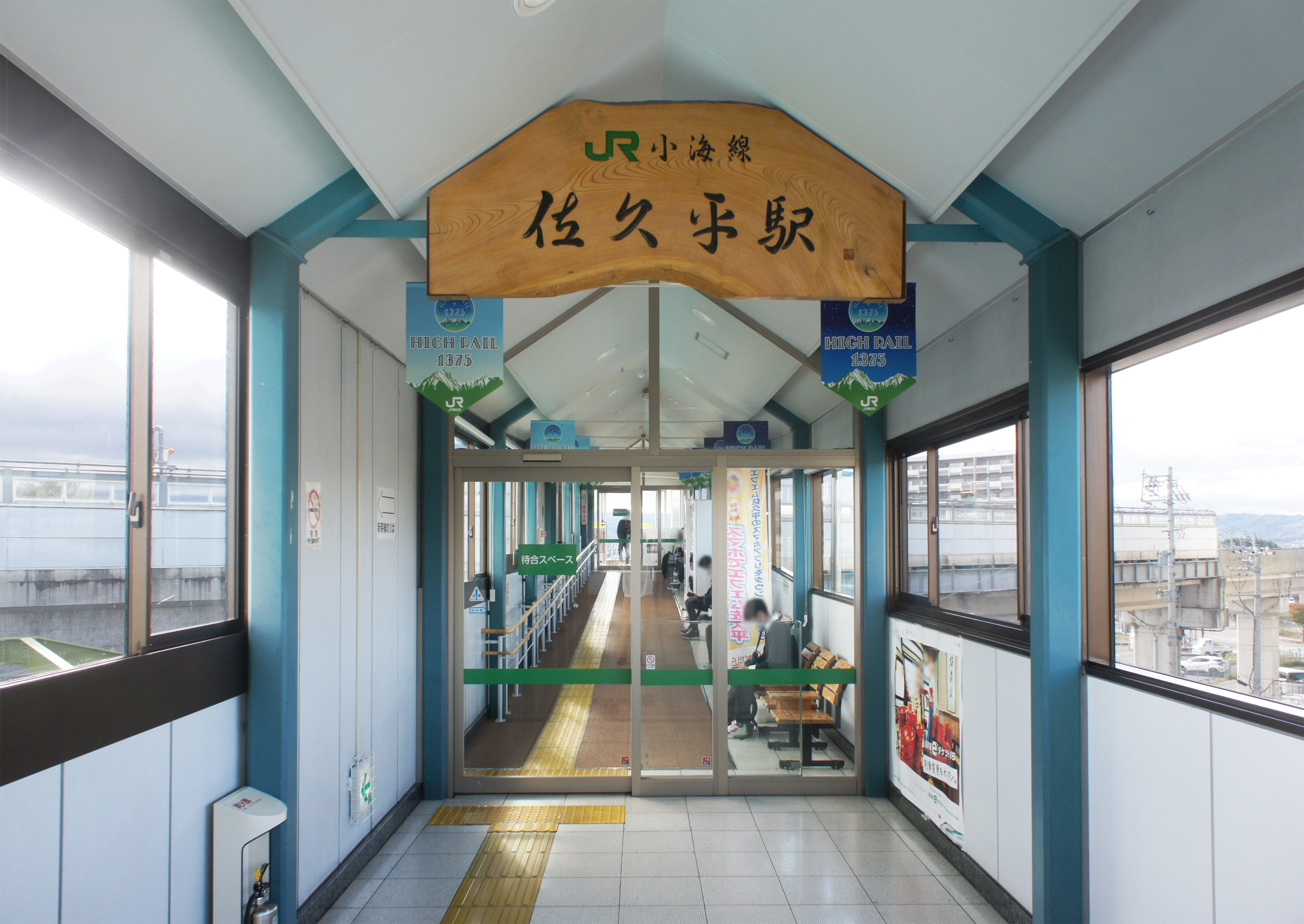
小海線ホーム出入口（2021年10月）
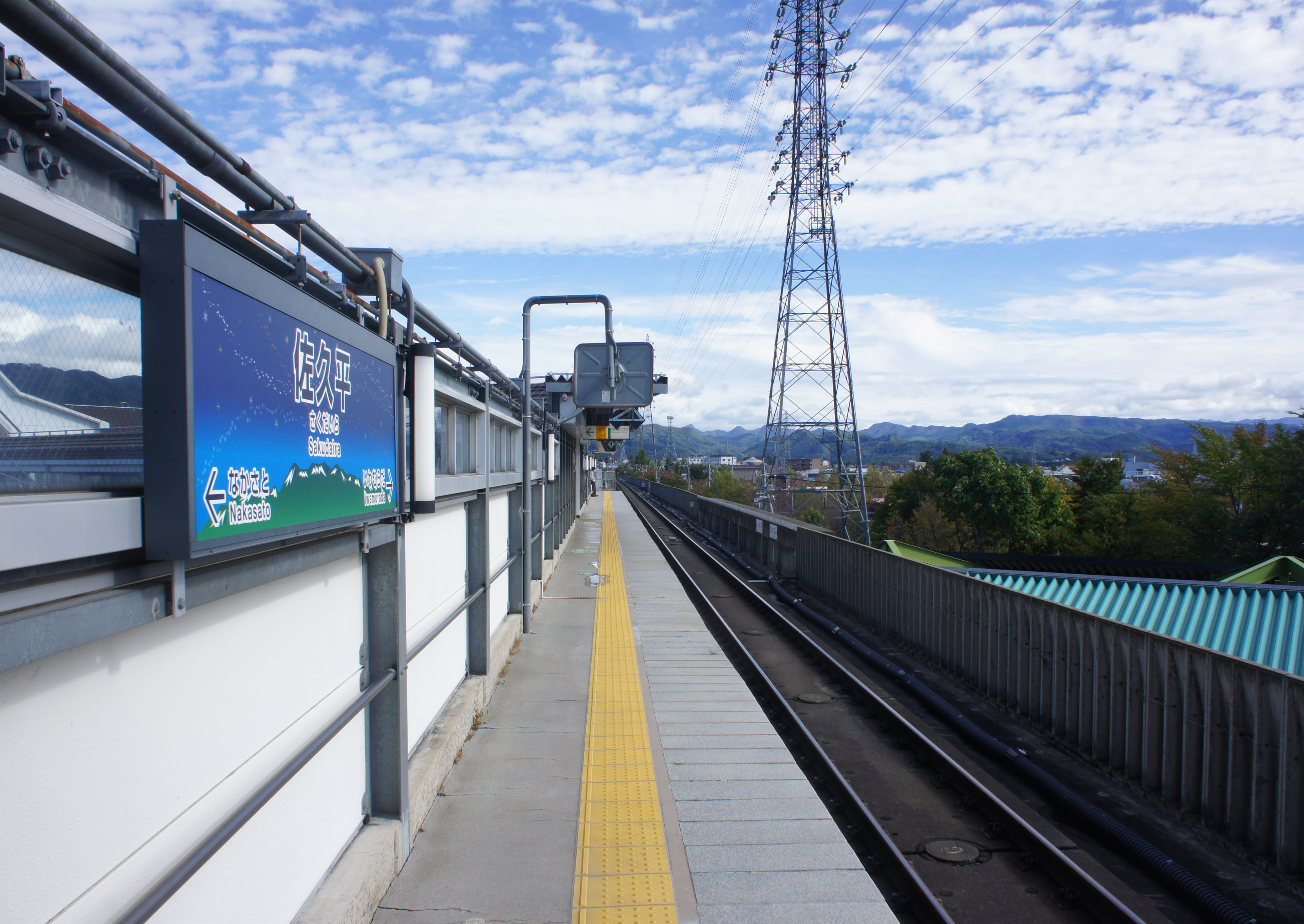
小海線ホーム（2021年10月）

## 利用状況
JR東日本によると、2023年度（令和5年度）の1日平均乗車人員は3,144人である。また、新幹線の1日平均乗車人員は2,702人である。
2000年度（平成12年度）以降の推移は以下のとおりである。
| 1日平均乗車人員推移 | 1日平均乗車人員推移 | 1日平均乗車人員推移 | 1日平均乗車人員推移 | 1日平均乗車人員推移 | 1日平均乗車人員推移 | 1日平均乗車人員推移 | 1日平均乗車人員推移 | 1日平均乗車人員推移                 |
| 年度                | 計                  | 計                  | 計                  | 新幹線              | 新幹線              | 新幹線              | 新幹線              | 出典                                |
| 年度                | 定期外              | 定期                | 合計                | 定期外              | 定期                | 合計                | 前年度比            | 出典                                |
| ------------------- | ------------------- | ------------------- | ------------------- | ------------------- | ------------------- | ------------------- | ------------------- | ----------------------------------- |
| 2000年（平成12年）  |                     |                     | 2,309               | 非公表              | 非公表              | 非公表              | 非公表              | [ 利用客数 2 ]                      |
| 2001年（平成13年）  |                     |                     | 2,463               | 非公表              | 非公表              | 非公表              | 非公表              | [ 利用客数 3 ]                      |
| 2002年（平成14年）  |                     |                     | 2,597               | 非公表              | 非公表              | 非公表              | 非公表              | [ 利用客数 4 ]                      |
| 2003年（平成15年）  |                     |                     | 2,676               | 非公表              | 非公表              | 非公表              | 非公表              | [ 利用客数 5 ]                      |
| 2004年（平成16年）  |                     |                     | 2,708               | 非公表              | 非公表              | 非公表              | 非公表              | [ 利用客数 6 ]                      |
| 2005年（平成17年）  |                     |                     | 2,698               | 非公表              | 非公表              | 非公表              | 非公表              | [ 利用客数 7 ]                      |
| 2006年（平成18年）  |                     |                     | 2,769               | 非公表              | 非公表              | 非公表              | 非公表              | [ 利用客数 8 ]                      |
| 2007年（平成19年）  |                     |                     | 2,815               | 非公表              | 非公表              | 非公表              | 非公表              | [ 利用客数 9 ]                      |
| 2008年（平成20年）  |                     |                     | 2,827               | 非公表              | 非公表              | 非公表              | 非公表              | [ 利用客数 10 ]                     |
| 2009年（平成21年）  |                     |                     | 2,661               | 非公表              | 非公表              | 非公表              | 非公表              | [ 利用客数 11 ]                     |
| 2010年（平成22年）  |                     |                     | 2,664               | 非公表              | 非公表              | 非公表              | 非公表              | [ 利用客数 12 ]                     |
| 2011年（平成23年）  |                     |                     | 2,682               | 非公表              | 非公表              | 非公表              | 非公表              | [ 利用客数 13 ]                     |
| 2012年（平成24年）  | 1,787               | 983                 | 2,770               | 1,537               | 916                 | 2,454               |                     | [ 利用客数 14 ] [ 新幹線 2 ]        |
| 2013年（平成25年）  | 1,825               | 1,018               | 2,843               | 1,577               | 921                 | 2,498               |                     | [ 利用客数 15 ] [ 新幹線 3 ]        |
| 2014年（平成26年）  | 1,848               | 983                 | 2,832               | 1,595               | 863                 | 2,458               |                     | [ 利用客数 16 ] [ 新幹線 4 ]        |
| 2015年（平成27年）  | 1,913               | 1,024               | 2,937               | 1,652               | 878                 | 2,530               |                     | [ 利用客数 17 ] [ 新幹線 5 ]        |
| 2016年（平成28年）  | 1,949               | 1,057               | 3,006               | 1,658               | 894                 | 2,552               |                     | [ 利用客数 18 ] [ 新幹線 6 ]        |
| 2017年（平成29年）  | 1,959               | 1,083               | 3,042               | 1,684               | 919                 | 2,603               |                     | [ 利用客数 19 ] [ 新幹線 7 ]        |
| 2018年（平成30年）  | 2,006               | 1,107               | 3,113               | 1,721               | 952                 | 2,674               |                     | [ 利用客数 20 ] [ 新幹線 8 ]        |
| 2019年（令和元年）  | 1,906               | 1,179               | 3,086               | 1,629               | 1,062               | 2,691               |                     | [ 利用客数 21 ] [ 新幹線 9 ] [ 19 ] |
| 2020年（令和02年）  | 754                 | 1,059               | 1,814               | 563                 | 979                 | 1,543               | −42.7%              | [ 利用客数 22 ] [ 新幹線 10 ]       |
| 2021年（令和03年）  | 1,022               | 1,082               | 2,105               | 800                 | 976                 | 1,777               | 15.2%               | [ 利用客数 23 ] [ 新幹線 11 ]       |
| 2022年（令和04年）  | 1,510               | 1,130               | 2,641               | 1,247               | 1,022               | 2,270               | 27.8%               | [ 利用客数 24 ] [ 新幹線 12 ]       |
| 2023年（令和05年）  | 1,921               | 1,222               | 3,144               | 1,605               | 1,096               | 2,702               | 119.3%              | [ 利用客数 1 ] [ 新幹線 1 ]         |

## 駅周辺
パークアンドライド用の大型駐車場が存在する。当駅の西側では中部横断自動車道が新幹線をくぐる形で交差している（車高制限あり）。駅開業当初、周辺には商店や住居などがほとんどなかったが、開業後はマンションや商業施設の建設が相次いでいる。また、首都圏への新幹線通勤で当駅を利用するサラリーマンもおり、佐久市は移住促進策として、市内在住者で新幹線での通勤者を対象に年間最大30万円の補助を実施している（支給期間は期限あり）。
- イオンモール佐久平
- ヤマダデンキテックランドNew佐久店
- 佐久市佐久平交流センター（旧・長野県佐久勤労者福祉センター）
- 国道141号長土呂バイパス
- 佐久平プラザ21
- 長野県信用組合岩村田支店
- 佐久長聖中学校・高等学校
- 佐久ホテル（旭湯温泉）
- 東横INN佐久平駅浅間口
- 長野県岩村田高等学校
- 長野県佐久平総合技術高等学校浅間キャンパス
- 長野県佐久市立佐久平浅間小学校

## バス路線
佐久平駅には、JRバス関東、千曲バスの高速バス、路線バスが乗り入れている。
- JRバス関東
  - 高速バス 「佐久・小諸号」：バスタ新宿（新宿駅）行き
  - 夜行高速バス「青春ドリーム信州号」：ユニバーサル・スタジオ・ジャパン行き（西日本JRバスと共同運行）
  - 路線バス 「高峰高原線」：高峰マウンテンリゾート行き

- 千曲バス
  - 夜行高速バス「千曲川ライナー」： 京都駅八条口・東梅田駅（大阪駅前）・ユニバーサル・スタジオ・ジャパン行き（近鉄バスと共同運行）
  - 高速バス：池袋駅東口行き・バスタ新宿（新宿駅）行き（西武観光バスと共同運行）
  - 路線バス 「中仙道線」：立科町役場・蓼科高校行き／中込駅行き
  - 路線バス 「白駒線」：麦草峠行き　※運行日限定

佐久上田線と佐久市循環バスは2021年（令和3年）9月30日をもって廃止となっている。

## 駅弁
ひしや弁当店による駅弁の販売は2006年（平成18年）ごろまでに終了している。
主な駅弁として下記を販売していた。
- 信州の舞（大人の休日）
- おこわと山菜すしの道中べんとう
- すきやき弁当
- ソースかつ弁当
- 藤村の一膳めし
- お好み弁当
- 栗おこわ
- 佐久平物語
- 佐久鯉の押しすし（恋そめし）

## その他
- 当駅は小諸市周辺を舞台とするアニメ『あの夏で待ってる』で登場している[26]。そのため、2013年（平成25年）には同じく登場した乙女駅とセットになった記念入場券を2,000セット限定で発売した[27]。
- 2023年（令和5年）9月15日、佐久市出身の漫画原作者である武論尊の代表作『北斗の拳』の連載開始から40周年を記念して、コンコースにジャギの胸像が設置され、本人も出席し除幕式が行われた[28]。

## 隣の駅
※臨時快速「HIGH RAIL 1375」の隣の停車駅については、「HIGH RAIL 1375」を参照のこと。
東日本旅客鉄道（JR東日本）
 北陸新幹線
軽井沢駅 - 佐久平駅 - 上田駅
■小海線
岩村田駅 - 佐久平駅 - 中佐都駅

### 記事本文